# .505 Gibbs
.505 Gibbs (12,8×80 мм) — охотничий патрон сверхвысокой мощности, предназначенный для самой крупной дичи.

## История
Патрон .505 Gibbs был разработан британской фирмой George Gibbs (Бристоль) в 1911 году и вскоре пущен в серийное производство. Первоначально патрон назывался .505 Magnum (иногда он до сих пор именуется .505 Magnum Gibbs). Он предназначался в первую очередь для африканских сафари.
Как во время создания, так и в наши дни патрон .505 Gibbs входил в число самых мощных боеприпасов к охотничьему оружию. Сейчас это один из наиболее мощных серийно выпускаемых охотничьих патронов вообще. По объёму порохового заряда он уступает только патрону .500 Jeffrey. Мощность его чрезвычайно велика — до 8 кДж, а при ручном снаряжении может достигать даже 12 кДж.

## Предназначение и применение
Патрон рассчитан на самую крупную и опасную дичь, прежде всего, африканского слона. Высокая мощность этого патрона делает его незаменимым в сложных ситуациях, например, при нападении слона или разъярённого льва, когда необходимо остановить нападающего зверя одним выстрелом в течение считанных секунд. Хорошо подходит этот патрон и для добычи остальных представителей «большой пятёрки» — носорога и буйвола (крупных экземпляров, особенно относящихся к так называемым капским буйволам).
Но именно чрезвычайно высокая мощность сильно ограничивает применение патрона. Для всей остальной дичи, даже леопарда, который также относится к «большой пятёрке», патрон подходит мало. Исключительно мощная отдача, из-за которой стрельба этим патроном тяжело переносится охотниками даже крепкого телосложения, лишает смысла его применение по дичи мельче крупного буйвола.
В наши дни только две известных фирмы выпускают патрон .505 Gibbs — шведская Norma и британская Kynoch. Впрочем, и раньше его выпуск был достаточно ограниченным. Цена одного патрона — около 40 долл.
Оружие под патрон .505 Gibbs имеет массу 5-7 кг. В основном это штуцеры, реже — карабины.

## Патрон .505 Gibbs в культуре
Патрон получил известность благодаря рассказу Эрнеста Хемингуэя «Недолгое счастье Фрэнсиса Макомбера» (из цикла «Снега Килиманджаро»). В этом произведении профессиональный охотник Роберт Уилсон владеет оружием именно под этот патрон. Им он стреляет по нападающим льву и буйволу.